# 世紀帝國系列
世紀帝國系列是历史题材即时战略电子遊戲系列，最初由全效工作室開發、微軟發行（現時由旗下Xbox遊戲工作室發行）。系列首款游戏是於1997年推出的《世紀帝國》。帝国时代主系列由4款游戏及其资料片组成。此外，帝国时代系列还包含了5款分支游戏。
帝国时代主系列的前三部游戏主要依照历史发展顺序展开叙述。《世紀帝國》作为系列首部游戏，着重讲述了从石器時代到铁器时代发生在歐洲、亞洲的大事件，其资料片《罗马复兴》则探索了羅馬帝國的形成和擴張。它的续集《帝国时代II：国王时代》及其四部资料片皆把背景置於中世紀，讲述了该时期欧亚非美文明之间的交流与冲突。《帝国时代III》和资料片则探索近代史上的美洲殖民历史和亞洲國家的崛起。分支游戏《神話世紀》及资料片所處的時代和《世紀帝國》都大致在青铜时期，但它主要围绕古代希臘、埃及、北歐和中国的神話故事展开。
世紀帝國系列取得了巨大的成功，全球累積銷售數量已超過2000萬。負責游戏開發的全效工作室在推出這个高品質的遊戲系列後就一直享負盛名。有評論認為遊戲的歷史主题和游戏内电脑和玩家的公平競爭是系列成功的重要因素——和別的遊戲相比，帝国时代系列遊戲中的電腦玩家「遊戲作弊」的情況相對較少。

## 遊戲
| 1997 | 帝国时代                        |
| 1998 | 世紀帝國：羅馬霸主              |
| 1999 | 世紀帝國II：帝王世紀            |
| 2000 | 世紀帝國II：征服者入侵          |
| 2001 |                                 |
| 2002 | 神话世紀                        |
| 2003 | 神話世紀：泰坦                  |
| 2004 |                                 |
| 2005 | 世紀帝國III                     |
| 2006 | 世紀帝國：帝王世紀（任天堂DS）  |
| 2006 | 世紀帝國III：群酋爭霸           |
| 2007 | 世纪帝国III：亚洲王朝           |
| 2008 | 帝国时代：神话时代（任天堂DS）  |
| 2009 |                                 |
| 2010 |                                 |
| 2011 | 世紀帝國Online                  |
| 2012 |                                 |
| 2013 | 世紀帝國II：HD版                |
| 2013 | 世紀帝國II HD：失落的帝國       |
| 2014 | 神话世紀：加強版                |
| 2014 | 世紀帝國：围城                  |
| 2015 | 世紀帝國II HD：非洲王国         |
| 2016 | 神话世紀：龍之傳說              |
| 2016 | 世紀帝國II HD：王者崛起         |
| 2017 | 世紀帝國：决定版                |
| 2018 |                                 |
| 2019 | 世紀帝國II：决定版              |
| 2020 | 世紀帝國III：决定版             |
| 2021 | 世紀帝國IV                      |
| 2021 | 世紀帝國II决定版：西方霸主      |
| 2021 | 世紀帝國II决定版：公爵的崛起    |
| 2021 | 世紀帝國III决定版：美國文明     |
| 2021 | 世紀帝國III决定版：非洲皇室     |
| 2021 | 世紀帝國III决定版：墨西哥文明   |
| 2022 | 世紀帝國II决定版：印度王朝      |
| 2022 | 世紀帝國III决定版：地中海騎士團 |
| 2023 | 世紀帝國II决定版:羅馬歸來       |
| 2023 | 世紀帝國II决定版：山脈王室      |
| 2023 | 世紀帝國IV:蘇丹的崛起           |
| 2024 | 世紀帝國II决定版:成王敗寇       |
| 2024 | 帝国时代移动版                  |
| 2024 | 神话时代：重述版                |
| 2024 | 世紀帝國II决定版:希臘之戰       |
| 2025 | 神话时代：不朽之柱              |
| 2025 | 世紀帝國II决定版:三國           |
| 2025 | 世紀帝國IV:十字軍與玫瑰騎士團   |
| 2025 | 神話世紀:天沼矛                 |

帝国时代系列遊戲皆以貫穿各時期的歷史事件為特色。
主系列的前三部游戏主要依照历史发展顺序展开叙述。《世紀帝國》作为系列首部游戏，着重讲述了从石器時代到铁器时代发生在歐洲、亞洲的大事件，其资料片《罗马复兴》则探索了羅馬帝國的形成和擴張。它的续集《帝国时代II：国王时代》则把背景置於中世紀。其第一部资料片《征服者》也将背景设置于同时期，但其一部分讲述了西班牙征服阿茲特克帝國的故事；第二部资料片《失落帝国》则关注同一时期更不为人所关注的欧亚非美失落文明；第三部资料片《非洲王国》讲述非洲文明内部和外部的冲突；第四部资料片《王者崛起》将视角转向东南亚的古老文明。《帝国时代III》和它的第一部资料片《群酋爭霸》探索近代史上的美洲殖民历史，第二部资料片《亞洲王朝》转向描绘亞洲國家的崛起。
分支游戏《神話世紀》和第一部资料片《泰坦》所處的時代和《世紀帝國》都大致在青铜时期，但它主要从以希臘、古埃及和北歐的神話故事展开。第二部资料片《龙之传说》讲述了古代中国伏羲、女娲和神农的神话传说。

### 主系列

#### 世紀帝國
《世紀帝國》於1997年10月26日推出，是系列的第一款遊戲，亦是全效工作室的代表作。它使用Genie遊戲引擎，是最先以歷史為藍本的即時戰略遊戲之一。電子遊戲網站GameSpot形容它结合了《文明帝國》和《魔獸爭霸》。在遊戲裡，玩家可選擇12種文明，引导它们從石器時代發展至鐵器時代。資料片《羅馬霸主》於1998年10月31日推出。它向游戏中添加了许多新特性，并加入了包括古羅馬在内的四个新文明。雖然這兩部遊戲含有大量程序錯誤，但随后发布的补丁解決了這些問題。
《世紀帝國》受到舆论普遍好評。遊戲雜誌《电脑与电子游戏》（Computer and Video Games）讚揚它的單人和多人遊戲模式。互动艺术与科学学会（Academy of Interactive Arts & Sciences）则将《帝国时代》選為1998年年度最佳電腦策略遊戲（Computer Strategy Game of the Year）。但对其的批評亦有不少。GameSpot批評遊戲有着令人困惑的设计。《帝国时代》在发售后幾年間一直保持著高銷量。直至2000年，遊戲售出超過300萬套，資料片《羅馬霸主》在2000年也賣出100萬套，并且在遊戲排名網（Game Rankings）取得了80%合計分數。
2017年6月，微软工作室创意总监Adam Isgreen宣布《帝国时代：决定版》将在E3 2017上与玩家见面，并宣称决定版将会拥有4K分辨率的彻底重造的图像、重新录制的原声集和其他的游戏改进，并且计划在2017年10月19日发布。然而，微软之后宣布决定版的发布日期延迟到2018年2月20日。在决定版发布后，其并未受到20年前《帝国时代》发行时的普遍好评。PC Gamer认为游戏虽然有着画面和音像的提升，但是单位之间仍然和以前一样难以辨认。其在游戏排名网和Metacritic的评分也仅仅略高出及格线。

#### 世紀帝國II
《世紀帝國II：帝王世紀》於1999年9月30日推出。它使用Genie遊戲引擎，遊戲玩法和其前作相似。《帝王世紀》以中世紀為背景。玩家可選擇來自13个来自歐洲、亞洲和中東的文明，带领它们從黑暗時代走向帝王時代。2000年8月24日，微软發行資料片《征服者入侵》，資料片新增了一些單位和五個新文明，包括兩個中部美洲文明——玛雅及阿茲特克。
《帝王世紀》比之前的兩個版本更為成功，遊戲排名網和Metacritic分別評予遊戲92%的高分數。微软通过零售商就售出了超过200万套游戏，遊戲也獲得很多讚譽和獎項。儘管遊戲平衡性有所欠缺，遊戲評論仍非常滿意《征服者入侵》對於《帝王世紀》的擴充。《帝王世紀》和《征服者入侵》也先後獲得2000年和2001年由互動藝術科學學會頒發的「年度最佳電腦策略遊戲」之銜。
在原版游戏发行14年后，2013年4月，《帝国时代II：高畫質版》在Steam数字发行平台发布。高畫質版包括游戏本體和《征服者》，并且还重新制作了高分辨率的遊戲影像。随后不久，2013年11月，第二部资料片《失落帝国》由微软在高畫質版基础下发布。《失落帝国》由非官方模组《Forgotten Empires》发展而来。现由其创作团队开发，Skybox Labs提供支持。其加入了协议模式，这种模式在游戏开始时禁止玩家间的军事冲突，允许玩家在开始时发展经济。两年后，第三部资料片《非洲王国》于2015年11月由微软在高畫質版基础下发布，并加入了数个非洲文明。2016年12月19日，微软又发布了第四部资料片《王者崛起》，它新增了东南亚的四个新文明和它们的配音版战役。
2017年8月21日，微软宣布开发《世紀帝國II：決定版》。
2019年11月14日，由Xbox游戏工作室正式发行上市。

#### 世紀帝國III
《世紀帝國III》於2005年10月18日推出。其使用《神話世紀》的遊戲引擎並大幅改善遊戲畫面，又獲Havok物理中介軟件引擎授權使用，令玩家耳目一新。遊戲以1421年至1850年這段時期為背景，玩家可以选择8個歐洲文明。遊戲加入了很多新元素，包括家鄉城市（Home City）系統，玩家所選擇國家的首都將會成爲其征服新大陸的重要後援。全效工作室形容家鄉城市為玩家提供資源、工具、軍隊和幫助玩家升級，「是成就新世界的重要支援系統」。玩家在新大陸的戰績越好，家鄉城市也越強大。按照全效工作室的形容，家鄉城市就相當於角色扮演遊戲中的角色，會隨著獲得經驗值而升級。
《世紀帝國III》的首部資料片《群酋爭霸》於2006年10月17日推出，内容以美洲原住民為焦點。虽然这部资料片大部分內容變更都很輕微，只引入了3個新文明，但是值得注意的是，它引入了戰酋單位。第二部資料片《亞洲王朝》於2007年10月23日推出，由全效和Big Huge Games聯合製作。Big Huge Games的拜仁·雷諾士（Brian Reynolds）和全效的布魯士·西爾利（Bruce Shelley）共同成為遊戲的總設計師。遊戲引進全新的亞洲文明體系，加入3個新文明。
大众对《世紀帝國III》褒贬不一：遊戲革命網站（Game Revolution）認為它就像歷史教科書一样无聊，而GameZone網站則認為它是畫質最高的遊戲之一，在即時戰略遊戲界中已很難找到這種高水準遊戲。《帝国时代III》售出超過200萬套，並贏得GameSpy的年度最佳即時戰略遊戲獎項。然而，《群酋爭霸》未能延續《世紀帝國III》的成功，其在遊戲排名網和Metacritic的評分皆未如理想，只得80分。而《亞洲王朝》的評分也与其相似，甚至还总体还略低一些。
《世紀帝國III》的几個特別版附帶了一本精裝原畫集。在原畫集的尾頁绘有畫家對系列的描繪：圖畫之下印有羅馬數字I至V，暗示《世紀帝國IV》和《世紀帝國V》將會誕生。然而全效工作室的員工桑迪·皮特森（Sandy Peterson）說該畫「全屬（插圖師的）猜测」。
2008年，微軟完成開發遊戲《最後一戰：星環戰役》後，便關閉了全效工作室，其部分員工組成微軟工作室的一支新團隊。Games for Windows的總監奇雲·烏蘭斯（Kevin Unangst）否認世紀帝國系列就此完結，他對《三藩市記事報》（The San Francisco Chronicle）說：「我們對於《世紀帝國》未來發展的前景感到樂觀。」《Edge》雜誌證實，微軟公司的娛樂通訊部副主席沙恩·金（Shane Kim）在一個訪問中表示，世紀帝國系列會由微軟接手擁有，微軟亦計劃將系列延續。可是，布魯士·西爾利曾在他的網誌中提到他並沒有加入任何一間新成立的工作室。
2017年8月21日，微软宣布开发《帝国时代III：决定版》。
2020年10月15日，由Xbox游戏工作室正式发行上市。

#### 世紀帝國IV
- 2017年8月21日，微軟宣布 《世紀帝國IV》由遺跡娛樂開發，但並沒有公布遊戲內容或其他細節。[57]
- 2019年11月14日，發布影片，引用大量世紀帝國II的內容。[58]
- 2021年4月10日，發布遊戲遊玩影片，預計2021年10月28日上市[59][60]
- 2021年6月18日，微軟在Xbox Games Showcase直播活動，公開尚未曝光的最後兩個文明以及戰役名稱，最後曝光的兩個文明是神聖羅馬帝國與俄羅斯，包括之前公布的英國、中國、德里蘇丹國、蒙古、法國和阿拔斯王朝等六個文明，組成上市首發的八個文明，四個歷史戰役部分，除了之前公開的諾曼戰役、法國百年戰爭戰役，再來就是這次曝光的莫斯科的崛起和蒙古帝國的戰役[61]。

### 分支遊戲

#### 神话时代
《神話世紀》的背景是神話故事，非歷史事件，遊戲部分玩法和主系列遊戲相同。雖然焦點不同，但《神話世紀》常被視為世紀帝國系列的一部分。《神話世紀》中的戰役講述了亞特蘭提斯英雄亞肯多斯（Arkantos）的故事，他在尋找自己的子民不再拥护爱戴波塞頓和其他希臘神祇的原因。微軟於2002年10月30日發行此遊戲，資料片《泰坦》於2003年10月21日發行。《泰坦》加入了亞特蘭提斯族為新的文明。它的戰役比之前的資料片的短，内容以阿肯托斯的兒子卡斯托（Kastor）為中心。《神話世紀》推出4個月便賣出超過100萬套。遊戲排名網和Metacritic分別給予89%的高評分。儘管遊戲評論對《泰坦》有不俗的評價，但它未能承接《神話世紀》的成功。
2014年5月8日，《神话时代：延长版》在Steam平台发布，包括游戏本体和资料片《泰坦》，由SkyBox Labs支持。它支持Twitch直播、观察者视角和高清分辨率，并改善了水面和光影效果。2016年1月28日，第二部资料片《龙之传说》发布。《龙之传说》由SkyBox Labs和Forgotten Empires联合开发。其引入了中国文明，讲述了伏羲、女娲和神农的神话传说，并且加入了新战役和新的多人地图。
《帝国时代：神话时代》是由Griptonite Games开发的《神话时代》任天堂DS移植版，但是它拥有与本体不一样的游戏体验。

#### 其他分支游戏
《世紀帝國Online》是Games for Windows – Live上的一个免费在线游戏，由微软和罗伯特娱乐共同开发，于2011年8月16日开始运营。遊戲設定發生在一個持續進行的世界中，玩家即使不在線上、玩家所屬的城鎮也會持續地成長，當玩家離線時多人合作任務與貿易等將不會中斷。游戏在2014年7月停止运行。
《帝国时代：国王时代》是任天堂DS平台回合制策略遊戲，由Backbone Entertainment開發、Majesco Entertainment於2006年2月14日推出。它和同類遊戲很相似（如《高级战争》），但遊戲玩法猶如電腦版的《世紀帝國II：帝王世紀》。《世紀帝國：帝王世紀》同樣被遊戲排名網和Metacritic評予80%分數。在任天堂DS版本推出約五年之前，科樂美在PlayStation 2推出同名遊戲，但因宣傳不足而銷路慘淡。
《帝国时代：围城》是由Smoking Gun Interactive开发的塔防游戏，于2014年12月17日在Windows和Windows Phone 8平台发布，后又推展到iOS和Android平台。游戏中亦有和主系列相似的设计——建筑、资源、军队和战役。
《世紀帝國：統治世界》（Age of Empires: World Domination）由KLab Games开发，运行于iOS、Android和Windows Phone平台，于2015年12月7日发布。但游戏发布还不到一年，2016年11月30日，运营方就停止运营游戏。
《帝国时代移动版》（Age of Empires Mobile）由微软授权，旗下工作室World's Edge与天美工作室群合作开发，将于2024年10月17日在iOS、Android平台上线。

## 游戏模式
帝国时代主系列游戏含有随机地图和战役两个模式供玩家游玩，还提供场景编辑器让玩家自由发挥。
隨機地圖被遊戲總設計師格雷格·斯特里特称為這個系列的標記。選用這個模式時，遊戲地圖會隨機産生，但地圖大都会根據真實世界的地形地貌（例如波羅的海和阿拉伯半岛等）來生成，使其避免出现一些光怪陆离的景象。在游玩前，玩家可以选择自己和电脑玩家的文明，还可以选择胜利条件等诸多选项。因此，玩家可以通过自我创造出一些没有歷史根據凭空想象出来的小規模戰爭，例如「日本對維京」和「法蘭克對波斯」等。但其也偶因这种凭空想象歷史片段而增强可玩性的做法引來批評。隨機地圖拥有多个变体，其中一个變體是死亡竞赛（Deathmatch）。死亡竞赛的大部分规则与随机地图相同，但游戏各方在遊戲開始時便坐擁大量資源，并借此不斷出兵戰鬥，直到一方把其他各方殲滅。
戰役模式則是由一系列互相關連的任務组成，一个战役中具有許多戰役事件，並擁有特定的故事情節。帝国时代系列的早期遊戲提供多個戰役，但《神話世紀》只提供一場戰役，僅分為多個章節。戰役中的任務大体上和历史时间相合，但细节和真正歷史不盡相同。以《世紀帝國III》中的近代德國為例，當時的德國人普遍為新教徒，但其教堂在遊戲內則為天主教式設計。然而在其资料片《酋长》中，為求準確地描述美洲原住民的歷史，遊戲開發小組花了很多功夫，还特别徵求了一些歷史學家的協助。
场景编辑器允许玩家可以根据自己的喜好设计地图和战役。在制作《帝国时代》时，全效工作室就使用场景编辑器设计单人游戏模式的战役模式，很多非官方网站也提供由场景编辑器设计的游戏地图的上传和下载服务。
帝国时代系列遊戲都提供多人遊戲模式供玩家選擇，玩家可通過區域網路進行多人連線遊戲。2006年6月19日前，《世紀帝國》《帝国时代II》的玩家可透過Microsoft Gaming Zone網站來進行多人連線遊戲。《神話世紀》《帝國世紀III》的玩家則可透過全效工作室在線系統（簡稱ESO，一個和Zone以及暴雪战网功能相似的系統）來進行多人連線遊戲。在《帝国时代II：高清版》《帝国时代III》《神话时代》陆续上架Steam平台后，玩家亦可通过Steam平台进行联机对战。

## 游戏元素

《世紀帝國》試玩版中一個處於鐵器時代的文明國度（紅色）正受到攻擊，建築物正在起火，敵軍（藍色）的一些軍事單位被擊殺。玩家選擇了一支希臘軍隊，其軍事單位資料显示在畫面的左下角

### 文明
每部帝国时代游戏都提供若干个文明供玩家游玩。每个文明都有其特殊的游戏优势、特色单位和科技，这使得每个文明都有其独有的优缺点和特殊兵法。游戏中，不同文明有着不一样的建筑风格。甚至，玩家在操作不同文明的单位时，将会听到不同语言的角色配音。然而，文明拥有的科技并不完全符合现实。例如《帝国时代II》中国就没有掌握印刷术與輪耕制度，也沒有火槍兵。

### 科技
科技在游戏策略中占据非常重要的位置。科技可以在相关的建筑中研究以提升单位或建筑的能力，例如修道院可以发展宗教类的科技来强化修士。
:48科技受文明所处时代、前置科技和文明特色的影响。

### 单位
玩家可以操控不同的平民和军事单位。顾名思义，平民单位可以采集资源、进行贸易；军事单位可以保卫玩家、攻击他人。大部分单位可以通过研究科技而升级。世紀帝國系列納入了一些知名的歷史人物和軍事單位和一些让人感覺陌生而又奇特的軍事單位，使遊戲更添樂趣。
在游戏中，每个玩家能够制造的单位只能小于某个特定的数目，即人口上限。在游玩时，玩家仍然需要建造住房、城堡、城镇中心等来增加人口容纳量，直至容纳量达到上限。人口上限可以在随机地图开始前设置，但战役模式中通常由战役本身决定。:28

### 建筑
帝国时代系列游戏的建筑主要可以分为经济建筑、科技建筑和军事建筑。当然这种划分并不绝对，有的军事建筑和经济建筑同样可以研究科技。:48,54
“城镇中心”在帝国时代系列游戏里是最重要的建筑之一。城镇中心可以生产村民，同时也可以研究进化到下一个时代。其他经济建筑则可以提供或者存储资源。住房是提高实际人口上限的必要之物。:48–53科技建筑包括能够提高武器和兵种性能的鐵匠舖和学院。部分经济和军事建筑也能研究某些科技，以提高玩家的经济、军事方面的能力等。:48军事建筑允许玩家训练军事单位，此外还有一些防御性的建筑，例如城墙和塔楼等。:54–58玩家可以在军事建筑中研究相关科技以提高军队的战斗能力。:54

## 開發

### 歷史元素
世紀帝國系列遊戲的開發階段在許多方面都很類似。由於遊戲内容会描述歷史事件，開發小組常常需要對相关历史進行大量的考究。然而，这种考究並不夠深入。《世紀帝國》設計師布魯士·西爾利表示：「對於大部分娛樂產品來說，這種考究方式不是一種很好的做法。」西爾利也坦诚全效工作室的大部分參考材料來自圖書館童書部。他指出游戏的目標是讓玩家覺得好玩，「而非让遊戲的設計者或考究人員覺得有趣」。在2007年莱比锡游戏展開發者會議上，西爾利延續了此觀點，並解釋帝国时代系列的成功之处就是「製作一部既能迎合新手，又能满足老手的遊戲」。西爾利又评论到，世紀帝國系列並不只是與游戏其中的历史相关，而是与「全人類的经历」相关，遊戲不僅关注已經發生過的事，還有未來才有可能做到的像「遊歷宇宙」这样的事。
全效工作室在開發《神話世紀》時，採用了與前兩作迥然不同的風格。開發小組擔憂他們「不能擺脫」制作第三部歷史題材游戏的命运，因而在討論過諸多方案後選擇了制作神话题材的游戏。

### 人工智能
世紀帝國系列每部游戏所使用的人工智慧（AI）都是由設計師開發，而且人工智能经常还会被开发者改進。AI專家戴夫·普汀加提到开发初代游戏时，开发组就非常注重人工智能的开发，并且消耗了非常多的时间攻克难关。他說，帝国时代系列遊戲裡的人工智慧是靠着战略战术来取勝，而非和过去一样透過分配額外的資源或者把自己的單位調得比玩家的強大來「作弊」取勝。普汀加不久后又提到世紀帝國系列開發团队對他们开发的人工智慧能「公平競技」感到相當自豪，游戏里的AI并不知道玩家所做的事，并且必须和它们的人类对手遵循一样的规则。
《征服者入侵》的开发团队格外注重人工智能的开发，这也促成了这部资料片「聰明村民」的遊戲特色，這也应用在系列之后的游戏中。聰明村民在建造完资源储藏类建築物后，就會很伶俐地採集跟建築相關的資源。例如建造完磨坊后，村民就会自动到附近的农田耕种；或者建造完采石场后，自动挖掘附近的矿石。
《泰坦》讓玩家能在創造自訂劇本時使用人工智慧除錯工具。玩家可改變電腦玩家的設定，讓它根據某些行為模式做出反應。遊戲小組也為系列的前兩部遊戲提供了更多人工智慧方面的改进。

### 音樂
史提芬·里皮從系列首部遊戲起便擔綱音樂總監。他偶爾會向哥哥大衛·里皮（David Rippy）和奇雲·麥馬倫（Kevin McMullan）求助。他創作了《世紀帝國》新奇的音樂。这些音乐使用了遊戲的不同時期的常见樂器。這些音效來自現實的樂器，以及它們的數碼音源取樣器。而这也需要對游戏中文明的音乐文化、風格和樂器進行大量的研究。里皮說《帝王世紀》的音效的開發較容易，原因是他們了解中世紀時期所用的樂器。所以他們能夠重製中古時代的曲調以作為遊戲中背景樂音軌。在《神話世紀》中，他們使用了一種管弦樂器來代替原本的樂器。根據麥馬倫所述，開發小組亦從動物園收集了大量錄音，作為其「自創素材的巨大音效庫」。《世紀帝國III》的音樂和《帝王世紀》的很相似，但小組使用了更多古代的樂器；里皮亦提到，小組製作遊戲時使用了一些如風笛和大鼓等樂器，使音樂更有真實感。

### 合作
《世紀帝國III》的第二部資料片《亞洲王朝》由全效工作室和Big Huge Games合作設計开发，這是雙方的首次合作。雙方合作的原因是兩者時程表恰好相互吻合——當時全效工作室正忙於發展《星環戰役》等其他項目；而Big Huge Games的即時戰略遊戲發展团队手頭只有很少的遊戲發展方案。雖然开发时，Big Huge Games為主力，但全效工作室的遊戲設計師格雷格·斯特里特和桑迪·皮特森亦有對遊戲提出意見，且两人對游戏作品拥有控制權。Big Huge Games和全效工作室两者都在游戏测试时做出贡献。

## 評價與影響
| 游戏                                  | GameRankings | Metacritic |
| ------------------------------------- | ------------ | ---------- |
| 帝国时代 (1997)                       | 100%         | 100        |
| 帝国时代：罗马复兴 (1998)             | 100%         | –          |
| 帝国时代：决定版 (2018)               | 100%         | 100        |
| 帝国时代II：国王时代 (1999)           | 100%         | 100        |
| 帝国时代II：征服者 (2000)             | 100%         | 100        |
| 帝国时代II：高清版 (2013)             | 100%         | 100        |
| 世紀帝國II：失落的帝國 (2013)         | –            | –          |
| 帝国时代II：非洲王国 (2015)           | -            | -          |
| 世紀帝國II：拉者崛起 (2016)           | -            | -          |
| 帝国时代：国王时代 (2006)（任天堂DS） | 100%         | 1000       |
| 帝国时代III (2005)                    | 100%         | 1000       |
| 帝国时代III：酋长 (2006)              | 100%         | 1000       |
| 帝国时代III：亚洲王朝 (2007)          | 100%         | 1000       |
| 帝国时代Online (2011)                 | 100%         | 1000       |
| 帝国时代：围城 (2014)                 | 100%         | –          |
| 神话时代 (2002)                       | 100%         | 1000       |
| 神话时代：泰坦 (2003)                 | 1000%        | 100        |
| 神话时代：延长版 (2014)               | 100%         | 100        |
| 神话时代：龙之传说 (2016)             | -            | -          |
| 帝国时代：神话时代 (2008)（任天堂DS） | 100%         | 1000       |

世紀帝國系列作品相當成功。至2008年，系列中有5個遊戲售出超過100萬套。Gamasutra的資料顯示，《世紀帝國》賣出超過300萬套，而《羅馬霸主》於2000年賣出100萬套。微軟在这时也宣布《帝王世紀》賣出超過200萬套。2003年，微軟宣布《神話世紀》已賣出100萬套。2004年，在推出《世紀帝國III》前，《世紀帝國》系列已經累计售出超過1500萬套。2007年5月18日，全效工作室宣布《世紀帝國III》已賣出200萬套。
有評論讚賞《世紀帝國》對《王國的興起》《世紀爭霸》《哥薩克》等即時戰略遊戲影響非常深遠。《星球大戰：銀河戰場》亦為此系列所影響。它使用與《世紀帝國》和《世紀帝國II：帝王世紀》一樣的Genie遊戲引擎，亦有評論指它與《世紀帝國》和《世紀帝國II：帝王世紀》十分相似。IGN也以「我愛『世紀星球大戰』，我的意思是『星球帝國』──無論它怎麼稱呼，我都非常喜歡它。」作為對該遊戲評論之起首句。而GameSpot則指出「《世紀帝國II》引擎被《星球大戰：銀河戰場》所使用，故《世紀帝國》的老手玩《銀河戰場》會很容易上手。」帝国时代系列游戏的图像受到一致好评。《帝国时代》的视觉图像会随着更新提升质量。而《帝国时代II：国王时代》在这方面可圈可点的改进受到了广泛赞誉。紧随着的《神话时代》也同样广受好评，而《帝国时代III》甚至更加令人赞赏。而之后重新制作的《帝国时代：决定版》甚至拥有4K分辨率。帝国时代系列游戏在玩家群体影响深远。微软在2018年仍在组织《帝国时代II》锦标赛。系列遊戲在兩大遊戲評論網遊戲排名網和Metacritic一致取得高評分，網站的評分方法為在各評論網中抽取數據，再計算其平均值。其中得分最高的是《世紀帝國II：帝王世紀》，在兩個評分網皆取得100%分數。
西爾利表示遊戲成功的關鍵是它敢於革新，而不是模仿其他同類遊戲。他亦斷言游戏獨一無二的要素為全效工作室建立了「即時戰略遊戲大師」的聲譽。IGN的馬克·保桑（Mark Bozon）在他對《帝王世紀》的評論中指出：「世紀帝國系列已經成為近10年來最創新的即時戰略電腦遊戲之一。」Gamenikki在談論有關《世紀帝國III》如何推進即時戰略遊戲的發展時，形容全效工作室為「即時戰略遊戲的始祖」。西爾利亦承認《世紀帝國》的創新和成功，使成立不久的全效得以在市場裡站穩陣腳。2005年，西爾利抱怨批評家對該系列抱持着「創新偏見」；像《電腦遊戲世界》才評以100%分數，他說，儘管《世紀帝國III》「可能是世界上最暢銷的PC遊戲」，不過遊戲評論家希望看到「某些非常新的東西」，並給分極為苛刻。2005年10月，西爾利接受GameSpy訪問时说，很多家長經常告訴全效工作室，他們的孩子因為非常喜欢游戏中的三列槳座戰船，在閱讀有關古希臘的書本；同时，孩子們也很希望看一看有關中世紀歷史的書籍，原因是遊戲教曉他們什麼是投石機。
Bungie選擇了和全效工作室一起開發最後一戰系列的即時戰略遊戲──《星環戰役》。他們認為選擇和全效合作的其中一個原因，是因為全效開發的世紀帝國系列「厲害得叫人驚嘆（awesometastic）」。他亦指出這是《最後一戰》系列開發的第一個即時戰略遊戲，而全效是「讓玩家見識到《最後一戰》獨到眼光」的最佳選擇。

## 外部連結
- （英文）帝国时代系列网站 （页面存档备份，存于）
- （英文）全效工作室网站 （页面存档备份，存于）
- （英文）微软工作室网站 （页面存档备份，存于）